# Afroblemma
Afroblemma is een monotypisch geslacht van spinnen uit de  familie van de Tetrablemmidae.

## Soort en ondersoort
- Afroblemma thorelli Brignoli, 1974
  - Afroblemma thorelli maniema Lehtinen, 1981